# الأخوان كوين
جويل ديفيد كوين (ولد في 29 نوفمبر 1954) وإيثان جيسي كوين (ولد في 21 سبتمبر 1957) ويعرفان بلقب الأخوين كوين، فهما يكتبان ويخرجان وينتجان أفلامهما سويا. على الرغم من أنه في الفترة الأخيرة فإن الإخراج ينسب لجويل وحده، وينسب الإنتاج لإيثان، ويتناوبان على وضع الاسم الأول في حقوق السيناريو، ويقوم الاثنان بمونتاج أفلامهما تحت اسم مستعار هو «رودريك جينز». يطلق عليهما في مجال الصناعة السينمائية لقب «المخرج ذو الرأسين» لأنهما يتشاركا نفس الرؤية الإخراجية. يقال بأن الممثلين الذين يعملون معهما لا يستطيعون أن يسألوا الأخوين سؤالا دون أن يحصلوا على نفس الإجابة. من أبرز أفلامهما: فارغو (1996)، ليباوسكي الكبير (1998)، يا أخي، أين أنت؟ (2000)، لا بلد للعجائز (2007)، عزم حقيقي (2010). عرفت أفلامهما بطابع مختلف يجمع بين الكوميديا السوداء والدراما وغالبا ما تركز على أشخاص غريبي الأطوار من خلال حبكة معقدة. هذا الأسلوب في جميع أفلامهما أشار إلى استقلالهما وقدرتهما على تنفيذ شكل السينما الذي يريدانه.

## خلفية

### حياتهما المبكرة
وُلد جويل دانيل كوين (مواليد 29 نوفمبر، 1954) وإيثان جيسي كوين (مواليد 21 سبتمبر، 1957) وتربيا في سانت لويس بارك، مينيسوتا، وهي ضاحية تابعة إلى مينيابوليس. وكانت والدتهما رينا (بومان قبل الزواج)، مؤرخة فن في جامعة سانت كلاود، وكان والدهما، إيدوارد كوين، عالم اقتصاد في جامعة مينيسوتا. وكان لديهما أخت أكبر سنًا، اسمها ديبورا، والتي كبرت لتصبح طبيبةً نفسانية تعمل في إسرائيل. كان عائلة كوين يهودًا أشكناز من أصول أوروبية شرقية من الطرفين. وكان جدهما من والدهما، فيكتور كوين، يعمل حاميًا في القضاء العالي في جمعيات الحقوق في لندن قبل أن يتقاعد إلى هوف مع جدتهما. كان إيدوارد كوين مواطنًا أمريكيًا مولودًا في الولايات المتحدة، ولكنه نشأ في كرويدون، لندن ودرس في كلية لندن للاقتصاد. ثم انتقل بعدها إلى الولايات المتحدة، حيث التقى والدة الأخوين كوين، وخدم في جيش الولايات المتحدة خلال الحرب العالمية الثانية.
أبدى الأخوان اهتمامًا مبكرًا بالسينما من خلال التلفزيون. كبرا وهما يشاهدان أفلامًا إيطالية (بدءًا من أعمال فردريكو فيليني إلى أفلام سانز أوف هيركليز) التي كانت تُبث على محطة مينيابوليس، وأفلام طرزان وأفلام الكوميديا لجيري لويس، وبوب هوب، ودوريس داي. وفي منتصف ستينيات القرن العشرين، ادَّخر جويل بعض المال من جزر العشب ليشتري كاميرا فيفيتار سوبر 8. معًا، أعاد الأخوان صنع الأفلام التي شاهداها على التلفاز، مع صديق حيهم مارك زيميرنغ (» زيمرز«) في دور البطولة. أطلقا اسم زيمرز إن زابيزي على فيلم ذا نيكد براي من عام 1965 لكورنيل واليد، حيث ظهر فيه إيثان كواحد من السكان الأصليين يحمل رمحًا. أعيد تفسير فيلم لاسي كم هوم ليكون إد... أدوغ، ولعب إيثان دور الأم مرتديًا تنورة أخته. صنعا أفلامًا أصلية أيضًا مثل هنري كيسينجر، مان أون ذا غو، لومبرجاكس أوف ذا نورث وذا بنانا فيلم.
تخرج جويل وإيثان من ثانوية سانت لويس بارك عام 1973 و1976، على التوالي، ومن سيمونز روك في غريت براينغتون، ماساتشوستس. بعد سيمونز روك، قضى جويل أربع سنوات في برنامج الأفلام الجامعي في جامعة نيويورك، حيث صنع أطروحةً مدتها 30 دقيقة بعنوان ساوندينغز. وتسجل لفترة وجيزة عام 1979 في برنامج الخريجين للأفلام في جامعة تكساس في أوستن، وتبع بهذا امرأة كان قد تزوجها والتي كانت في برنامج علم اللغات للخريجين. انتهى الزواج بعد فترة قصيرة بالطلاق وترك جويل جامعة تكساس بعد تسعة أشهر. ذهب إيثان إلى جامعة برينستون وحصل منها على شهادة البكالوريوس في الفلسفة عام 1979. وكانت أطروحة تخرجه مقالًا من 41 صفحة، بعنوان» رؤيتان لفلسفة فيتغنشتاين اللاحقة«.

### حياتهما الشخصية
كان جويل متزوجًا من الممثلة فرانسيس مكدورماند منذ عام 1984. وفي عام 1995، تبنيا ابنًا، وهو بيدرو مكدورماند كوين، من البارغواي عندما كان عمره 6 أشهر. مثَّلت مكدورماند في عدة أفلام للأخوين كوين: بلود سيمبل، ريسينغ أريزونا، ميليز كروسينغ، بارتون فينك، فارغو، ذا مان هو وازنت ذير (الرجل الذي لم يكن هناك)، برن آفتر ريدينغ (يحرق بعد القراءة)، وهيل سيزر! (يعيش القيصر!). وفازت بجائزة الأوسكار لأفضل ممثلة لأدائها في فيلم فارغو.
تزوج إيثان منقحة الأفلام تريشيا كوك عام 1990. وليدهما طفلان: همت ابنتهما داستي وابنهما بستر جيكوب، الذي يرتاد كلية فاسار.
ويعيش كلا الزوجين في نيويورك.

## الحياة المهنية

### ثمانينيات القرن العشرين
بعد تخرجه من جامعة نيويورك، عمل جويل مساعد إنتاج لعدد من الأفلام الصناعية والفيديوهات الموسيقية. طوَّر موهبة تنقيح الأفلام والتقى بسام رايمي عندما كان يساعد إيدنا روث بول في تنقيح أول فيلم روائي لرايمي، بعنوان ذا إيفل ديد (1981).
كتب الأخوان وأخرجا بلود سيمبل عام 1984، وهو فيلمهما التجاري الأول المشترك. والذي تقع أحداثه في تكساس، يحكي الفيلم قصة مالك حانة فاسد ومراوغ يستأجر مخبرًا خاصًا ليقتل زوجته وعشيقها. ويحتوي الفيلم على عناصر تشير إلى اتجاههما المستقبلي: إعادة تمثيل لأفلام النوع (في هذه الحالة أفلام نوار والرعب)، وحبكات ملتوية لقصص بسيطة، وكوميديا السوداء، وإعداد المسرحي. كان الفيلم من بطولة فرانسيس مكدورماند، والتي استمرت في الظهور في العديد من أفلام الأخوين كوين (وتزوجت جويل). تلقى الفيلم عند إصداره الكثير من المدح وفاز بجوائز صاندانس والروح المستقلة لإخراج جويل.
كان المشروع القادم كرايم ويف (1985)، من إخراج سام رايمي وكتابة الأخوين كوين ورايمي. قام جويل ورايمي بأدوار كاميو كذلك في سبايز لايك أس (1985).
كان ريسينغ أريزونا (1987) فيلم الأخوين التالي، وهو قصة زوجين غريبين: المُدان السابق إتش. آي. (نيكولاس كيج) وضابطة الشرطة إيد (هولي هنتر)، اللذين كانا يتوقان لكي يكون لهما طفل ولكنهما كانا غير قادرين على الإنجاب. وعندما ظهر تاجر الأثاث المحلي (تري ويلسون) على التلفاز مع توائمه الخمسة المولودين حديثًا ويمزح بشأن أنهم» أكثر مما يستطيعون تحمله«، يسرق إتش. آي. واحدًا من التوائم الخمسة ليربيه بنفسه. تظهر فرانسيس مكدورماند في الفيلم، وكذلك جون غودمان، ووليام فورسيث، وسام ماكوراي، وراندال» تكس«كوب.

## أعمالهما
- دماء ببساطة (1984).
- ريسينغ أريزونا (1987).
- معبر ميلر (1990).
- بارتون فينك (1991).
- فارغو (1996).
- ليباوسكي الكبير (1998).
- يا أخي، أين أنت؟ (2000).
- الرجل الذي لم يكن هناك (2001).
- فاتنوا النساء (2004).
- لا بلد للعجائز. (2007).
- يحرق بعد القراءة (2008).
- رجل جاد (2009).
- عزم حقيقي (2010).
- داخل لوين ديفيس (2013).
- يعيش القيصر (2016).

## الجوائز
رشح الأخوان إيثان وجويل ل14 جائزة أوسكار (منها اثنتان تحت الاسم المستعار رودرك جيناس). وفازا بجائزتين لأحسن سيناريو (عن فيلمي فارغو ولا بلاد للعجائز)، وجائزتين لأحسن إخراج وأحسن فيلم (عن فيلم لا بلاد للعجائز). وقد رشحا لجائزة السعفة الذهبية ثمان مرات، وفازا بها مرة عام 1991 عن فيلم بارتون فينك. ورشحا لجائزة الأكاديمية البريطانية 11 مرة، وفازا بها مرتين كأحسن إخراج (عن فيلمي فارغو ولا بلاد للعجائز). رشحا لجائزة الغولدن غلوب ثمان مرات وفازا بها مرة لأفضل سيناريو.

## روابط خارجية
- الأخوان كوين على موقع الموسوعة البريطانية (الإنجليزية)
- الأخوان كوين على موقع ميوزك برينز (الإنجليزية)